# Pilea acuminata
Pilea acuminata är en nässelväxtart som beskrevs av Frederik Michael Liebmann. Pilea acuminata ingår i släktet pileor, och familjen nässelväxter. Inga underarter finns listade i Catalogue of Life.